# John Bellairs

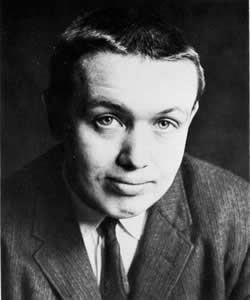
John Bellairs

John Bellairs (* 17. Januar 1938 in Marshall, Michigan; † 8. März 1991 in Haverhill) war ein US-amerikanischer Autor von Kinderbüchern. Am bekanntesten dürfte er für seine schaurigen Jugendromane sein, in denen Lewis Barnavelt, Anthony Monday und Johnny Dixon die Hauptfiguren sind.

## Leben
Nachdem er Studienabschlüsse in Englischer Literatur an der Notre Dame University und der University of Chicago erworben hatte, unterrichtete er einige Jahre Englisch an verschiedenen Colleges in New England. 1971 entschloss er sich, das Schreiben zu seiner Haupttätigkeit zu machen. Er bewahrte sein lebenslanges Interesse an Archäologie, Architektur, Reisen nach England, Geschichte und Latein. Zu seinen bevorzugten Autoren zählen Charles Dickens, Henry James, Cicely Veronica Wedgwood und Garrett Mattingly, sowie M. R. James, von dessen Geistergeschichten er sich gelegentlich einige Elemente „auslieh“, um sie in seinen eigenen Arbeiten zu verwenden.
Bellairs starb mit 53 an Herzversagen und hinterließ zwei begonnene Manuskripte sowie Entwürfe weiterer Bände seiner Serien. Die Bücher wurden im Auftrag der Erben von dem Autor Brad Strickland vollendet und als Bellairs-Werke veröffentlicht. Danach schrieb Strickland weitere Bücher mit denselben Charakteren, die unter eigenem Namen erschienen sind.

## Werk
John Bellairs erste Veröffentlichung, St. Fidgeta and Other Parodies, war eine Sammlung von Kurzgeschichten, die Rechte und Rituale des Zweiten Vatikanischen Konzils verspottete. Der erste Roman, The Pedant and the Shuffly, war ein Märchen für Erwachsene. Zu den Klassikern der Fantasy-Literatur zählt sein 1969 erstmals erschienenes Buch The Face in the Frost, in dem zwei Zauberer sich gegen einen magischen Feind verbünden müssen. Anders als seine folgenden Bücher ist dieser Roman nicht für Jugendliche gedacht und steht in der Tradition von J. R. R. Tolkien.
1973 begann er mit The House with a Clock in Its Walls eine Reihe von phantastischen Jugendbüchern abenteuerlichen Inhalts, bei denen er mit dem Illustrator Edward Gorey zusammenarbeitete. 2018 wurde der hierauf basierende Film Das Haus der geheimnisvollen Uhren veröffentlicht. Bellairs’ letztes Buch The Mansion in the Mist erschien postum.
Nach dem großen Erfolg der Harry-Potter-Bücher wurden Bellairs’ Geschichten um den Waisenjungen Lewis Barnavelt und seine magischen Abenteuer in Deutschland in einer ganz ähnlichen Aufmachung wie die Rowlings-Romane herausgebracht und mit dem Satz „Ein Muß für jeden Harry-Potter-Fan“ beworben.

## Romane
- 1968 The Pedant and the Shuffly
- 1969 The Face in the Frost, dt. Das Gesicht im Eis, Neuausgabe 2009, ISBN 978-3-924959-79-1

### Jugendbuch-Reihen
- 1973 The House with a Clock in Its Walls (Lewis Barnavelt-Reihe), dt. Das Haus, das tickte, 1977; später als Das Geheimnis der Zauberuhr wiederveröffentlicht, 2000
- 1975 The Figure in the Shadows (Lewis Barnavelt-Reihe), dt. Der magische Schatten
- 1976 The Letter, the Witch, and the Ring (Lewis Barnavelt-Reihe), dt. Das Rätsel des verwunschenen Rings
- 1978 The Treasure of Alpheus Winterborn (Anthony Monday-Reihe), dt. Der Schatz des Mister Winterborn
- 1983 The Curse of the Blue Figurine (Johnny Dixon-Reihe)
- 1983 The Mummy, the Will, and the Crypt (Johnny Dixon-Reihe)
- 1984 The Dark Secret of Weatherend (Anthony Monday-Reihe)
- 1984 The Spell of the Sorcerer’s Skull (Johnny Dixon-Reihe)
- 1985 The Revenge of the Wizard’s Ghost (Johnny Dixon-Reihe)
- 1986 The Eyes of the Killer Robot (Johnny Dixon-Reihe)
- 1988 The Lamp from the Warlock’s Tomb (Anthony Monday-Reihe)
- 1989 The Trolley to Yesterday (Johnny Dixon-Reihe)
- 1989 The Chessmen of Doom (Johnny Dixon-Reihe)
- 1990 The Secret of the Underground Room (Johnny Dixon-Reihe)
- 1992 The Mansion in the Mist (Anthony Monday-Reihe)

### Unter dem Namen John Bellairs beendete Romane
- 1993 The Ghost in the Mirror (Lewis Barnavelt-Reihe), dt. Das Gespenst im Spiegel
- 1993 The Vengeance of the Witch-Finder (Lewis Barnavelt-Reihe), dt. Der Spuk im Irrgarten
- 1994 The Drum, the Doll, and the Zombie (Johnny Dixon-Reihe)
- 1995 The Doom of the Haunted Opera (Lewis Barnavelt-Reihe), dt. Der Fluch der alten Oper